# 쑨난
쑨난(중국어 간체자: 孙楠, 정체자: 孫楠, 병음: Sūn Nán, 한자음: 손남, 1969년 2월 18일 ~ )은 중국의 가수이다.

## 방송
- 성동야저우 (2012)
- 아시가수 시즌 3 (2015)

## 음반
- 만만적월량 (1990)
- Flam Up (2004)
- Can't Forget You (for Digital) (2005)
- Best Voice of China (2013)
- Xin Shang (2017)

## 수상
- 2014 제9회 아시아모델상시상식 아시아스타상
- 2004 채널V 10대 명곡상